# Ujede
Ujede (znanstveno ime Accipitriformes) so red okrog 220 vrst ptic, kamor spada večina dnevno aktivnih ptic roparic.

## Značilnosti
Ujede izvirajo iz srednjega eocena in imajo običajno ostro zakrivljen kljun z mesnato voščenico na sprednji površini, kjer sta nosnici. Peruti so dolge in dokaj široke. Z njimi so ptice sposobne lebdečega letenja.
Ujede imajo močne noge in stopala z močnimi roparskimi kremplji in zadnjim krempljem. Večina ujed je mesojedih in lovi s pomočjo dobrega vida podnevi ali ponoči. Živijo zelo dolgo in njihova stopnja razmnoževanja je po navadi nizka. Povečini imajo ujede kratke noge.
Mladiči se hitro razvijejo, pred prvim poletom zanje skrbijo starši tri do osem tednov. Spolno zreli so po enem, oziroma po treh letih. Spola se vidno razlikujeta po velikosti in monogamija je med pticami splošno pravilo. Pri vrstah, ki lovijo druge hitre ptiče, so po navadi samice večje od samcev.

## Klasifikacija
Po zdaj sprejeti klasifikaciji uvrščamo med ujede štiri družine:
- jastrebi Novega sveta (Cathartidae)
- tajniki (Sagittariidae) z eno samo vrsto, tajnikom
- ribji orli (Pandionidae) z dvema vrstama
- kragulji (Accipitridae) - najbolj razvejena družina ujed

Tradicionalno so med ujede uvrščali sokole (Falconiformes), kar je pomenilo, da so bile v tem redu praktično vse skupine aktivnih lovcev razen sov. Vendar je molekularna filogenetska analiza v začetku 21. stoletja pokazala, da so sokoli povsem(?) nesorodna skupina, bolj sorodna papigam. To stališče je nato prevzelo več ornitoloških organizacij vključno z Mednarodno zvezo ornitologov, zato velja za splošno sprejeto. Izjema je le južnoameriška taksonomska komisija (SACC) Ameriške ornitološke zveze, ki obravnava jastrebe Novega sveta (družina Cathartidae) kot samostojen red.